# بوگاتی ریماک
بوگاتی ریماک (به انگلیسی: Bugatti Rimac) شرکت خودروسازی کروات است، که در سال ۲۰۲۱ از مشارکت شرکت‌های پورشه و ریماک تأسیس شد. این شرکت هم‌اکنون مالک برندهای ریماک و بوگاتی اتومبیلز است.